# Pedro Celestino
Pedro Celestino Silva Soares, cunoscut ca Pedro Celestino sau doar ca Celestino (n. 2 ianuarie 1987, Tarrafal⁠(d), Sotavento Islands⁠(d), Republica Capului Verde) este un fotbalist aflat sub contract cu S.C. Olhanense.
1. ↑  Pedro Celestino Silva Soares, As
2. ↑  Pedro Celestino Silva Soares, FBref
3. ↑  Celestino, Transfermarkt, accesat în 9 octombrie 2017